# Olasz Lajos (történész)
Olasz Lajos (Hódmezővásárhely, 1955. május 20.) történész.

## Élete és munkássága
1979-ben végzett a JATE Bölcsészettudományi Karán, történetem-orosz szakon. 1989-ben diplomát szerzett politikatudományból az ELTE Bölcsészettudományi Karán. Fő kutatási területe a 20. századi magyar politikatörténet, közelebbről három témakör: a Horthy-korszak politikája, a nemzeti és nemzetiségi kérdés közép-európai kitekintéssel, valamint a második világháború hadtörténelme. 
PhD értekezését történelemtudományból védte meg 2009-ben „A kormányzóhelyettesi intézmény története” címen. Oktatói munkája során részt vesz a Társadalmi tanulmányok BA és a Kisebbségpolitika MA szak oktatásában.
Közel százötven tudományos közleménye jelent meg, száz körüli hazai és külföldi konferencián szerepelt előadóként. Számos hazai és nemzetközi tudományos társaság munkájában vesz részt.

### Műveiből
- Olasz Lajos: Horthy István kormányzóhelyettes halála. In: Romsics Ignác (szerk): Mítoszok, legendák, tévhitek a 20. századi magyar történelemről. Osiris, Budapest, 2002
- Olasz Lajos: A kormányzóhelyettesi intézmény története, 1941–1944; Akadémiai, Bp., 2007